# Steinkreis von Uragh Southwest
 Der Steinkreis von Uragh Southwest steht auf der Beara-Halbinsel westlich des Loch Inchiquin (See) im Townland Uragh (irisch An Iúrach) im County Kerry in Irland. Der die beiden Seen verbindende Fluss Ameen fließt etwa 200 m nördlich vorbei. 

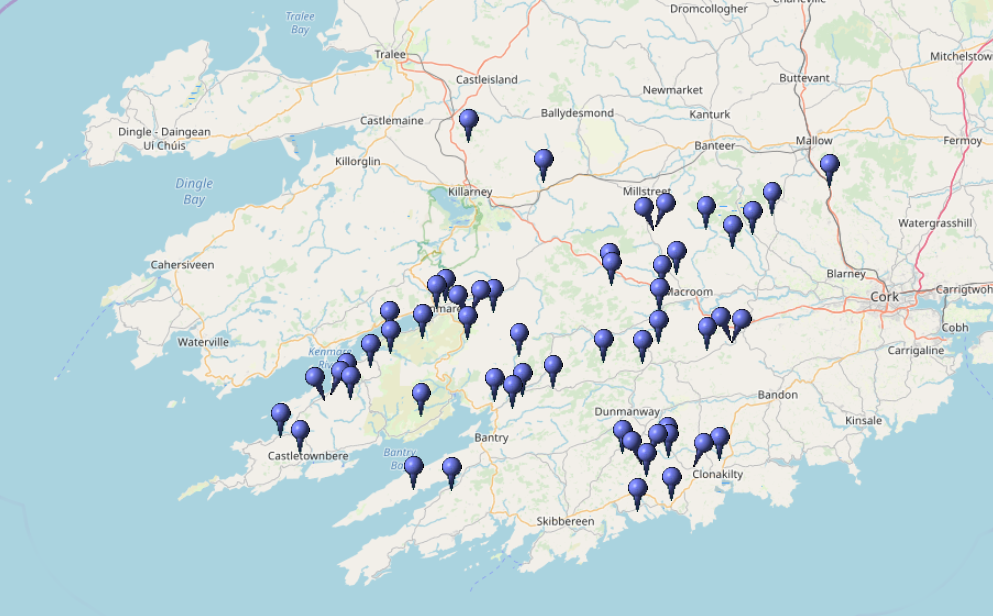
Axiale Steinkreise (ASC)

In der Republik Irland gibt es 187 Steinkreise. Die Mehrheit befindet sich mit 103 Kreisen im County Cork. 20 Kreise liegen im County Kerry und 11 im County Mayo. Der Steinkreis ist ein für den Südwesten der Insel typischer multipler oder axialer Steinkreis (ASC) der Cork-Kerry-Serie. 11 Steine stehen auf einem Oval von etwa 11,0 × 8,6 m. In der Mitte befindet sich ein Boulder Burial. Es gibt zwei helle Quarzsteine im Süden sowie einen im Ring. In der Nähe steht der Steinkreis von Uragh North.
Die 52 sogenannten multiplen Steinkreise (nicht die konzentrischen) im Südwesten Irlands weichen mitunter in der Form etwas zum Oval hin ab, aber die Anzahl ihrer Steine (7 bis 19) bleibt zumeist ungerade. Ihr Durchmesser variiert zwischen vier und 17 m.